# Commonwealth d'Angleterre
Pour les articles homonymes, voir Commonwealth (homonymie).
1649–1653
1659–1660
Entités précédentes :
- Royaume d'Angleterre (1er, 1649)
- Royaume d'Écosse (1er, 1649)
- Confédération irlandaise (1er, 1651)[1]
- Royaume d'Irlande
- Protectorate (2e, 1659)

Entités suivantes :
- Protectorate (1er, 1653)
- Royaume d'Angleterre (2e, 1660)
- Royaume d'Écosse (2e, 1660)

Le Commonwealth d'Angleterre (en anglais : Commonwealth of England) est un régime instauré en Angleterre après l'exécution de Charles Ier, de 1649 à 1653 et de 1659 à 1660. Ce terme peut difficilement se traduire par république au sens français du terme ; il s'agit plus largement d'une communauté humaine fondée sur l'idée de bien commun et de prospérité mutuelle.
Au début du Commonwealth, le pouvoir était principalement dévolu au Parlement et à un Conseil d'État. Pendant cette période, les combats se sont poursuivis, en particulier en Irlande et en Écosse, entre les forces parlementaires et leurs opposants, dans le cadre de ce que l'on appelle aujourd'hui la troisième guerre civile anglaise.
En 1653, après la dissolution forcée du Parlement croupion, le Conseil de l'Armée adopta l'« Instrument of Government » qui fit d'Oliver Cromwell le Lord Protector d'un Commonwealth d'Angleterre, d'Écosse et d'Irlande, inaugurant la période maintenant connue sous le nom de « Protectorate ». Après la mort de Cromwell, et après une brève période de règne sous la direction de son fils Richard Cromwell, le Parlement-protectorat fut dissous en 1659 et le Parlement croupion fut rappelé, ce qui lança un processus qui conduisit à la restauration de la monarchie en 1660. Le terme « Commonwealth » est parfois utilisé pour l'ensemble de la période de 1649 à 1660 — une période appelée « Interregnum » par les monarchistes — bien que pour d'autres historiens, l'utilisation du terme est limitée aux années précédant la prise de pouvoir officielle de Cromwell en 1653.
Le Commonwealth désigne aussi l'ensemble de la période de 1649 à 1660 lorsque l'Angleterre et le pays de Galles, plus tard avec l'Irlande et l'Écosse, ont été gouvernés en tant que quasi-république après la fin de la deuxième guerre civile anglaise et le procès et l'exécution de Charles Ier. L'existence de ce régime a été déclarée par « L'acte déclarant l'Angleterre comme un Commonwealth », adopté par le Parlement croupion le 19 mai 1649.

## Drapeaux du Commonwealth et du Protectorate

Drapeau du Commonwealth (1649-1651).
Drapeau du Commonwealth (1651-1658).
Drapeau du Commonwealth (1658-1660).
Étendard d'Oliver Cromwell (1653-1659).

## Histoire

### Le premier Commonwealth (1649-1653)
Après la décapitation de Charles Ier d'Angleterre le 30 janvier 1649, condamné pour trahison après sa fuite en Écosse à la suite de la Première Révolution anglaise (1642-1649), le « parlement croupion » déclare l'existence de la « communauté » (Commonwealth) et de l'« État libre » d'Angleterre le 19 mai 1649. Le pouvoir exécutif est confié au Conseil d'État, dont l'influence demeure en réalité toute relative, du fait du poids de l'armée.
Cette période dite en France « républicaine » est aussi celle où Oliver Cromwell reprend la main sur l'Irlande, perdue lors du règne de Charles Ier après son conflit avec les parlementaires anglais, fervents défenseurs du protestantisme depuis le soulèvement catholique de 1641. Mais l'Irlande avait ensuite tenté de s'allier avec les royalistes anglais et les Écossais dans une rébellion contre le pouvoir autocratique du Protecteur Cromwell ; elle y perdit son indépendance et la place reconnue en son sein à l'Église catholique, qu'elle n'a retrouvées qu'en 1922.
Cette période charnière anticipe la naissance un siècle et demi plus tard du Royaume-Uni protestant.

### LeProtectorate(1653-1659)
Le gouvernement de 1653 à 1659 est appelé « Protectorate » et prend la forme d'une dictature d'Oliver Cromwell (puis de son fils Richard après sa mort), en tant que Lord Protector of the Commonwealth.
Le système politique établi par l'Instrument of Government, constitution écrite adoptée le 15 décembre 1653, est appelé « Commonwealth d'Angleterre, d'Écosse et d'Irlande ». Le 12 avril 1654, reprenant les termes du Tender of Union émis par le parlement le 28 octobre 1651, une « ordonnance pour unir l'Écosse en un Commonwealth avec l'Angleterre » est édictée par Oliver Cromwell et proclamée à Édimbourg par le lieutenant général George Monck. Elle reçoit l'approbation parlementaire en 1657.

### Le second Commonwealth (1659-1660)
Le terme de Commonwealth est également utilisé pour désigner le système de gouvernement en vigueur entre 1659 et 1660, marqué par un rétablissement formel du parlement croupion et du Conseil d'État.
Le même terme peut aussi être employé pour l'ensemble de la période de l'interrègne anglais, de 1649 à 1660.
À la fin de cet épisode républicain, la monarchie fut restaurée, et a persisté jusqu'à nos jours. Toutefois, l'issue de la période a consacré l'avènement du partage du pouvoir entre la monarchie et le parlement, dont le rôle a été accru, et l'éviction de tout pouvoir autocratique.